# Frédéric de Rougemont der Ältere
Frédéric de Rougemont der Ältere (* 20. Juli 1808 in Saint-Aubin; † 3. April 1876 in Neuenburg) war ein Schweizer Geograf, Historiker, Philosoph, Theologe und Politiker.

## Leben

### Familie
Frédéric de Rougemont war der Sohn des Politikers Georges de Rougemont und dessen Ehefrau Charlotte-Louise-Albertine († 28. Februar 1833 in Saint Aubin), Tochter des Staatsrats Ferdinand Ostervald (1724–1781). Er hatte vier Geschwister, von diesen war seine Schwester Rose Frédérique (* 1. Februar 1800; † 16. März 1880 in Voens) mit dem Staatsrat Louis-Frédéric de Marval (1798–1883) verheiratet.
Er war seit 28. Februar 1833 in erster Ehe mit der Französin Agathe Sophie Charlotte (* 1808; † 21. Juni 1866), Tochter des Kavallerie-Kapitäns Felix Quentin Gromard de Mimont, der sich als französischer Emigrant in Le Valentin bei Yverdon niedergelassen hatte, verheiratet. Aus dieser Ehe entstammten fünf Kinder, unter anderem sein gleichnamiger Sohn Frédéric de Rougemont, der später Pfarrer und Schmetterlingsforscher wurde.
In zweiter Ehe war er ab dem 4. Juni 1872 mit der Freifrau Anne (* 27. März 1834 in Gießen; † 11. Februar 1922 in Pasing bei München), Tochter von Ferdinand von Stein-Lausnitz, Kämmerer des Grossherzogs von Hessen; gemeinsam hatten sie einen Sohn.

### Werdegang
Frédéric de Rougemont erhielt Unterricht durch Hauslehrer und besuchte zunächst das Gymnasium in Neuenburg. Nach dem Tod seines Vaters 1824 erhielt er die Möglichkeit, eine Laufbahn im öffentlichen Dienst zu beginnen; hierzu besuchte er die Rechtsvorlesungen von Samuel Ludwig Schnell, der damals Oppositionsführer im Kanton Neuenburg war.
Er studierte im Winter 1826/1827 an der Universität Göttingen und ab Mai 1827 an der Universität Berlin, aber die Rechtswissenschaften weckten bei ihm nicht so viel Interesse wie Geschichte, Philosophie und Literatur. In Göttingen besuchte er die Vorlesungen von Gustav Hugo, Arnold Heeren und Friedrich Ludewig Bouterweck; in Berlin widmete er sich ganz dem Studium der Philosophie und Geschichte. Er kam zu der Einsicht, dass das Studium der Erde dem Studium des Menschengeschlechts und das Studium eines Landes dem seiner Bewohner vorausgehen müsse; dass die Geschichte eines Volkes seine Religion und seine gesamte Zivilisation umfasst: seine Wissenschaft, seine schönen Künste, sein Recht, seinen Handel und seine Industrie; und schliesslich, dass sie in eine Reihe von Zeitaltern oder Perioden unterteilt ist, die die Entdeckung bestimmen sollten. In diesem Sinne besuchte er die Vorlesungen von Friedrich Carl von Savigny über das römische Recht und von Carl Wilhelm von Lancizolle über das deutsche Recht, konsultierte Franz Bopp über die neuesten Forschungen in der Sprachwissenschaft, studierte Philosophie bei Georg Wilhelm Friedrich Hegel und seinen Schülern Karl Ludwig Michelet, Eduard Gans und Heinrich Gustav Hotho, liess sich von Friedrich Schleiermacher inspirieren, hörte die Vorlesungen von August Neander über das Johannes-Evangelium und wurde von Carl Ritter, der neben Alexander von Humboldt als Begründer der wissenschaftlichen Geografie galt, in die entstehende Wissenschaft der vergleichenden Geografie eingeweiht, die ihm völlig neue Perspektiven eröffnete.
Von 1829 bis 1848 war er als Sekretär der Neuenburger Erziehungskommission, die von Frédéric-Alexandre de Chambrier (1785–1856) gegründet worden war, tätig; in dieser Zeit war er seit 1831 Regierungskommissär in Cortaillod.
Von 1835 bis 1848 war Frédéric de Rougemont Mitglied des kantonalen Departements des Innern und ab 1841 ausserordentlicher Staatsrat ohne Ressort.
Nach der Revolution von 1848 zog er sich aus der Politik zurück und lebte im Exil in Yverdon im Kanton Waadt, bis er 1857 wieder zurückkehren konnte. Danach beschäftigte er sich intensiv mit geschichtlichen und theologischen Themen und veröffentlichte eine Vielzahl an Schriften.
1864 wurde er zum Mitglied der Synode des Kirchspiels Neuenburg gewählt und engagierte sich bald darauf in der Organisation der Kirche und in leitenden Kommissionen.

### Politisches und schriftstellerisches Wirken
Frédéric de Rougemont war, gemeinsam mit François-Auguste Favarger (1799–1850), Gründer, Herausgeber und Redakteur einer Zeitung mit monarchistischen Tendenzen, die in den ersten Monaten Feuilles Neuchâteloises, ab Oktober 1831 Le Constitutionnel Neuchâtelois und seit Februar 1848 Le Neuchâtelois hiess.
1831 veröffentlichte er die Schrift Précis de géographie comparée, die 1846 von Christian Heinrich Hugendubel (1803–1897) mit Handbuch der vergleichenden Erdbeschreibung ins Deutsche übersetzt wurde; weitere Schriften wurden später ebenfalls ins Deutsche übersetzt. Er selbst übersetzte verschiedene Bücher, insbesondere 1840 Le catholicisme d’Orient et d’Occident von Franz Xaver von Baader und die Predigten von Friedrich Wilhelm Krummacher.
Am 1. März 1848 rebellierte die Neuenburger Bevölkerung unter der Führung von Republikanern aus Le Locle und La Chaux-de-Fonds gegen den preussischen Monarchen König Friedrich Wilhelm IV., worauf die Regierung unter Ernst von Pfuel in aller Form abdankte und die Amtsgeschäfte einer neuen provisorischen Regierung unter Alexis-Marie Piaget übergab.
Frédéric de Rougemont war überzeugt, dass die Revolution mit einem Schlag die monarchischen Institutionen und die demokratischen Freiheiten seines Landes zerstören würde und schrieb darauf La Réconciliation des partis tentée par un patriote. Die erste Auflage war innerhalb einer Woche ausverkauft. Es war ein energischer und wortgewaltiger Protest gegen die Revolution und für die abgeschaffte Verfassung. Die neue Regierung stellte de Rougemont vor das Gericht in Boudry, das ihn zu neun Monaten Gefängnis und einer Geldstrafe von achthundert Pfund verurteilte. Er reiste darauf nach Frankreich, wo er in der Nähe von Paris sieben Monate im Haus seines Schwagers de Mimont lebte. In dieser Zeit schrieb er viele Artikel in der Zeitung L’Espérance und kam in Kontakt mit Augustin Bonnetty, Herausgeber der Annales de philosophie chrétienne, der ihn der katholischen Partei als protestantischen Autor empfahl, der die Wahrheit der Offenbarung anhand der katholischen Traditionen zu beweisen suchte.
Nachdem er von der Waadtländer Regierung die Erlaubnis erhalten hatte, sich in Le Valentin bei Yverdon, dem Wohnort seiner Frau, niederzulassen, widmete er sich der Erziehung seiner fünf Kinder und nahm das Studium der Geschichte und Theologie wieder auf. In Yverdon unterrichtete auch der Pädagoge Johann Heinrich Pestalozzi, mit dem sein Vater befreundet war.
Nach dem gescheiterten Versuch der Neuenburger Konterrevolution 1856 wurde er, gemeinsam mit Alphonse de Pury Muralt, vom preussischen König nach Berlin eingeladen, um die Sache ihres Landes vor dem preussischen Ministerium zu verteidigen. Die beiden Neuenburger Unterhändler erkannten die Ohnmacht Preussens zu diesem Zeitpunkt und waren von der Notwendigkeit überzeugt, einer falschen und unerträglichen Situation ein Ende zu setzen. Sie drängten den König, auf seine Rechte zu verzichten, die er nicht mehr aufrechterhalten konnte.
Der preussische König beauftragte Frédéric de Rougemont, nach Paris zu reisen und den preußischen Botschafter Maximilian von Hatzfeldt-Trachenberg bei den Gesprächen zu unterstützen, die zum Vertrag vom Mai 1857 führten (siehe auch Neuenburgerhandel),, mit dem die Hohenzollern endgültig auf ihren Anspruch auf das Schweizer Fürstentum verzichteten. Anschliessend kehrte er in den Kanton Neuenburg zurück, blieb jedoch weiterhin von der Politik ausgeschlossen.
Frédéric de Rougemont veröffentlichte eine grosse Anzahl von Schriften zur Geografie, Ethnologie und Theologie und schrieb als Kolumnist für mehrere Zeitschriften, insbesondere für den Chrétien évangélique, die Feuilles neuchâteloises und den Constitutionnel neuchâtelois. Er schrieb auch mehrere literarische und theologische Artikel in der Revue Suisse und in l’Espérance.

## Mitgliedschaften
Frédéric de Rougemont war Gründungsmitglied der Société neuchâteloise pour la traduction d’ouvrages chrétiens allemands («Neuenburger Gesellschaft zur Übersetzung deutscher christlicher Schriften»).

## Schriften (Auswahl)
- Précis de géographie comparée. Neuenburg 1831.
- Premier Cours de Géographie, contenant la description de la surface de la Terre, ou la Géographie topique. Michaud, Neuchâtel 1833.
- Précis d’Ethnographie, de Statistique et de Géographie historique, ou Essai d’une géographie de l’Homme. Michaud, Neuchâtel 1835–1837.
- Handbuch der vergleichenden Erdbeschreibung. Bern 1835.
- Description de la Terre Sainte. Michaud, Neuchâtel 1837.
- mit Christian Heinrich Hugendubel: Geographie des Menschen: ethnographisch, statistisch und historisch. J.-P. Michaud, Neuchâtel 1838.
- Second cours de géographie, contenant la géographie politique avec les élémens de l’ethnographie et de la géographie historique.
  - Band 1. Dalp, Bern / Chur / Leipzig 1839.
  - Band 2. Dalp, Bern / Chur / Leipzig 1839.
- Franz von Baader; Frédéric de Rougemont: Le catholicisme d’Orient et d’Occident. Neuchâtel / Genf / Paris 1840.
- Poésies neuchâteloises de Biaise Hoby, pasteur de Glérésie au XVIe siècle, publiée. Michaud, Neuchâtel 1841.
- Fragments d’une histoire de la terre, d’après la Bible, les traditions païennes et la géologie. Michaud, Neuchâtel 1841.
- Du monde dans ses rapports avec Dieu. Michaud, Neuchâtel 1841.
- Essai sur le piétisme, ou sur Le réveil religieux de l’Allemagne. Michaud, Neuchâtel 1842.
- La Société neuchâteloise pour traduction d’ouvrages chrétiens allemands. Neuchâtel 1843.
- Explication du livre de l’Ecclésiaste: Publié par la Société pour la traduction d’ouvrages chrétiens allemands. J. P. Michaud, Neuchâtel 1844.
- Les individualistes, et l’Essai de M. le professeur Vinet. Neuchâtel 1844.
- mit Christian Heinrich Hugendubel: Erster Unterricht in der Geographie: die Beschreibung der Erdoberfläche oder die logische Geographie umfassend. Dalp, Bern / Chur / Leipzig 1846.
- La Réconciliation des partis tentée par un patriote. Neuchâtel 1848.
- Géographie topique ou 3e cours de géographie contenant la description détaillé de la surface de la terre. Neuchâtel 1848.
- Le peuple primitif: Sa réligion, son histoire et sa civilisation.
  - Band 1.  Joel Cherbuliez, Genf 1855.
  - Band 2. Joel Cherbuliez, Genf 1857.
- Frédéric de Rougemont; Eduard Fabarius: Geschichte der Erde: nach der Bibel und der Geologie. Besser, Stuttgart 1856.
- Le prince et le peuple de Neuchâtel réponse au mémoire du Conseil fédéral sur la question de Neuchâtel. Paris 1857.
- Der Mensch und der Affe, oder Der moderne Materialismus. Stuttgart 1863.
- mit D. Tissot: La Russie orthodoxe et protestante. Georg, Genf 1863.
- Gethsémané & Golgotha. Neuchâtel 1864.
- L’histoire de l’astronomie dans ses rapports avec la religion. Paris / Versailles, 1865.
- La révélation de saint Jean expliquée par les écritures et expliquant l’histoire, précédée d’une brève interprétation des prophéties de Daniel. Paris 1866.
- L’âge du bronze ou les Sémites en Occident, matériaux pour servir à l’histoire de la haute antiquité. Paris 1866.
- Sagesse ou folie? Paris 1869.
- Die Bronzezeit oder die Semiten im Occident: ein Beitrag zur Geschichte des hohen Alterthums. Gütersloh: Bertelsmann, 1869.
- Les conseillers bénévoles du Roi Guillaume. Georg, Genf 1863.
- La vie humaine avec et sans la foi. Neuchâtel 1869.
- Le surnaturel démontré par les sciences naturelles. Neuenburg / Paris 1870.
- La divinité et l’infirmité de l’Ancien Testament. Neuenburg / Paris 1871.
- Il faut choisir. Lausanne 1869.
- Geschichte der Astronomie in ihren Beziehungen zur Religion. Gütersloh 1869.
- Quelques erreurs de la science incrédule. Neuchâtel 1871.
- Der Fall eines Götzen: ein Blatt aus der Geschichte der Gegenwart. Georg, Basel 1871.
- La chute d’une idole. Basel / Genf 1871.
- Les défenseurs de l’idole faisant suite à la «Chute d’une idole». Basel / Genf 1871.
- Das Uebernatürliche und die natürlichen Wissenschaften. Gütersloh 1871.
- Les nouveaux défenseurs de l’idole. Neuchâtel 1874.
- Les deux cités: la philosophie de l’histoire aux différents ages de l’humanité. Sandoz et Fischbacher, Paris 1874.
  - Band 1. Sandoz et Fischbacher, Paris 1874.
  - Band 2. Sandoz et Fischbacher, Paris 1874.
- Un mystère de la passion, et la théorie de la rédemption. Neuchâtel 1876.